# Liste buddhistischer Tempel und Klöster in Japan
Die Liste der buddhistischen Tempel und Klöster in Japan enthält buddhistische Stätten in Japan.
Es existieren etwa 75.000 buddhistische Tempel in Japan (2003), weswegen hier nur eine kleine Auswahl aufgelistet werden kann.

## Pilgerwege
Während der Edo-Zeit haben sich Tempel zu Gruppen zusammengeschlossen, um gemeinsam mehr Pilger anzuziehen. Die bekanntesten Tempel-Gruppen sind:
- Shikoku-Pilgerweg auf der Insel Shikoku mit seinen 88 Tempel,
- Bandō Sanjūsankasho, 33 Kannon-Tempel der Kantō-Region,
- Saigoku-Pilgerweg, 33 Kannon-Tempel der Kansai-Region.

## Tempel und Klöster
| Name              | Schule       | Gründer   | Gründungsdatum | Ort            | Präfektur       | Anmerkungen |
| ----------------- | ------------ | --------- | -------------- | -------------- | --------------- | --- |
| Antai-ji          | Sōtō         | Oka Sotan | 1921           | Shinonsen      | Hyōgo           | Sōtō-shū-Kloster, von 2002 bis 2020 war der Abt der Deutsche Muhō Nölke. Antaiji wurde ursprünglich in Kyoto als Kloster für das Studium des Shōbōgenzō gegründet |
| Annyō-ji          |              |           |                | ?              | ?               | Erster Studientempel von Eisai |
| Asuka-dera        | Shingon      |           |                | Asuka          | Nara            | Auch bekannt als Hōkō-ji (法興寺); Dem Nihonshoki zufolge im Jahr 596 (4. Jahr, 11. Monat der Ära Suiko) fertiggestellt; Familientempel der Soga; Früher Studientempel von Gyōgi Bosatsu (668–748); später umbenannt in Gangō-ji |
| Bairin-ji         | Sōtō         |           |                | Taitō          | Tokio           | Sōtō-Zen-Kloster |
| Bukkō-ji          | Jōdo         |           |                | Kyōto          | Kyōto           | Tempel der frühen Shinran-Bewegung; Ursprünglicher Name: Kōshō-ji, ursprünglicher Standort: Yamashina; Gegründet von Ryōgen (912–985); Haupttempel der Jōdo-Shinshū Bukkōji-ha |
| Buttsū-ji         | Rinzai       |           |                | Mihara         | Hiroshima       | Einer der Haupttempel der Rinzai-shū |
| Byakugō-ji        | Shingon      |           |                | Nara           | Nara            | Tempel des 8. Jahrhunderts, mit einer Amida-Statue aus der Nara-Zeit sowie einer Statue des Höllenkönigs Enma. |
| Byōdō-in          | Jōdo Tendai  |           | 998            | Uji            | Kyōto           | In der Heian-Zeit erbauter buddhistischer Tempel in der japanischen Stadt Uji (Präfektur Kyōto). |
| Chikurin-ji       | Shingon      |           |                | Kōchi          | Kōchi           | Einsiedlerei des Hossō-Mönchs Ryōhen (良遍; 1192/94–1252) |
| Chion-in          | Jōdo         |           |                | Kyōto          | Kyōto           | Haupttempel der Jōdo-shū, beherbergt die schwerste Tempelglocke in Japan |
| Chōhō-ji          | Tendai       |           |                | Kyōto          | Kyōto           | Ort einer 100-tägigen Zuflucht von Shinran vor seinem Bruch mit der Tendai-shū und angeblich auch Ort einer Erscheinung Kannons als Shōtoku-Taishi in einem Traum Shinrans |
| Chōraku-ji        |              |           |                | Kyōto          | Kyōto           | Aufenthaltsort von Ryūkan (隆寛; 1148–1227), Begründer des Jōdo-shū-Ablegers Chōraku-ryū, bis zur Exilierung 1227 |
| Chūgū-ji          |              |           |                | Ikaruga        | Nara            | Altes Nonnen-Kloster, stark assoziiert mit Shōtoku-Taishi und seiner Mutter, der Kaiseringemahlin Hashihito |
| Daian-ji          |              |           |                | Nara           | Nara            | Einer der einflussreichsten Tempel vor dem Bau des Tōdai-ji |
| Daidempō-in       |              |           |                | ?              | ?               | Unter dem Amida-Shingon-Synkretiker Kakuban (覚鑁; 1095–1143) heftige Auseinandersetzungen mit dem Kongōbu-ji; einige Jahre nach der Verlegung des Daidenpo-in auf den Kōya-san unter der Schirmherrschaft des Toba-tennō im Jahr 1131 wurde der Daidenpo-in von Mönchen des Kongōbu-ji zerstört. |
| Daijō-ji          | Shingon      |           |                | Kanazawa       | Ishikawa        | Ursprünglich zur Shingon-shū gehörig; von Tettsū Gikai (徹通義介; 1219–1309) zum Zen konvertiert |
| Daigo-ji          | Shingon      |           |                | Kyōto          | Kyōto           | Haupttempel der Shingon-shū-Schule Ono-ha |
| Daikaku-ji        | Shingon      |           | 876            | Kyōto          | Kyōto           | Tempel der Shingon-shū; bedeutend im Insei-System |
| Dainembutsu-ji    |              |           |                | Osaka          | Osaka           | Ursprünglich als Shuraku-ji (修楽寺) Tempel der Shingon-shū; unter dem Ryōnin-Nachfolger Gongen zu einem Tempel der Yūzū Nembutsu-shū konvertiert; gegenwärtig Haupttempel der Yūzū Nembutsu-shū mit ca. 350 Zweigtempeln |
| Daitoku-ji        | Rinzai       |           |                | Kyōto          | Kyōto           | Einer der Haupttempel der Rinzai-shū; 1324 von Shūhō Myōchō (aka Daitō Kokushi; 1282–1337), Schüler des Zen-Meisters Nanpo Jōmin (1235–1308), unter der Schirmherrschaft der Hanazono- und Go-Daigo-tennō errichtet; später zu den Rinka gehörend (nur kurz unter Go-Daigo zu den Gozan gehörend) |
| Eigen-ji          | Rinzai       |           |                | Higashiōmi     | Shiga           | Einer der Haupttempel der Rinzai-shū |
| Eihei-ji          | Sōtō         | Dōgen     | 1243           | Eiheiji        | Fukui           | Einer der beiden Haupttempel der Sōtō-shū |
| Emmyō-in          |              |           |                | ?              | ?               | Gogan-ji unter dem Suzaku-tennō |
| Engaku-ji         | Rinzai       |           |                | Kamakura       | Kanagawa        | Einer der Haupttempel der Rinzai-shū; zum Gozan-System gehörend |
| Enryaku-ji        |              |           |                | Ōtsu           | Shiga           | Einer der Haupttempel der Tendai-shū auf dem Hiei-zan, im japanischen Mittelalter eines der mächtigsten Tempelkomplexe des Landes bis zu seiner Zerstörung durch die Truppen Oda Nobunagas im Jahr 1571 |
| Gangō-ji          |              |           |                | Nara           | Nara            | Einer der ältesten Tempel Japans |
| Genkei-ji         |              |           |                | ?              | ?               | Gogan-ji unter dem Yōzei-tennō |
| Ginkaku-ji        |              |           |                | Kyōto          | Kyōto           | Im 15. Jahrhundert von Ashikaga Yoshimasa erbaut; UNESCO-Welterbe |
| Gokoku-ji         |              |           |                | Bunkyō         | Tokio           | Kaiserliches Mausoleum, Grabesstätte des Meiji-tennō |
| Gokuraku-ji       |              |           |                | Kamakura       | Kanagawa        | Bedeutender Risshū-Tempel |
| Gōshō-ji          | Jōdo         |           |                | Echizen        | Fukui           | Haupttempel der Jōdo-Shinshū-Schule Izumoji-ha |
| Guhō-ji           |              |           |                | Ichikawa       | Chiba           | Zentrum von Nitchō (日頂; 1252–1317), Schüler von Nichiren, in der Provinz Shimousa bis zu seiner Vertreibung in die Provinz Suruga |
| Hannya-ji         | Shingon      |           |                | Nara           | Nara            | Der Name des Tempels ist von der Sutra Hannya-kyō abgeleitet, und Hannya bezeichnet die höchste Weisheit, also "Weisheitstempel" |
| Hase-dera         | Shingon      |           |                | Sakurai        | Nara            | Haupttempel der buddhistischen Buzan-Richtung |
| Heiken-ji         | Shingon      |           |                | Kawasaki       | Kanagawa        | Auch Kawasaki-Daishi genannt; ein Haupttempel der Shingi-Shingon-shū und eine der meistbesuchten Tempel in ganz Japan während des Hatsumōde |
| Higashi Hongan-ji | Jōdo         |           |                | Kyōto          | Kyōto           | Einer der beiden Zweigtempel des Hongan-ji; Haupttempel der Jōdo-Shinshū Ōtani-ha |
| Hokke-ji          |              |           |                | Kamakura       | Kanagawa        | Zentrum der Aktivitäten von Nisshō (日昭; 1236–1323), Schüler von Nichiren |
| Hokki-ji          |              |           |                | Ikaruga        | Nara            | UNESCO-Welterbe |
| Hōkō-ji           | Tendai       |           |                | Kyōto          | Kyōto           | Ende des 16. Jahrhunderts von Toyotomi Hideyoshi begründet; zur Tendai-shū gehörend |
| Hōkō-ji           | Rinzai       |           |                | Hamamatsu      | Shizuoka        | Einer der Haupttempel der Rinzai-shū |
| Hondo-ji          |              |           |                | Matsudo        | Chiba           | Mitbegründet von Nichirō (日朗; 1245–1320), Schüler von Nichiren |
| Hongan-ji         | Jōdo         |           |                | Kyōto          | Kyōto           | Bis zum Schisma in Higashi Hongan-ji und Nishi Hongan-ji Anfang des 17. Jahrhunderts Haupttempel der Jōdo-Shinshū |
| Honmon-ji         |              |           |                | Ōta            | Tokio           | Mitbegründet von Nichirō (日朗; 1245–1320), Schüler von Nichiren |
| Honnō-ji          |              |           |                | Kyōto          | Kyōto           | Erbaut von Nichiryū (1385–1464), Schüler in der Tradition von Nichirō; Ort der Ermordung von Oda Nobunaga |
| Honzen-ji         |              | Nichijin  | 1406           | Kyōto          | Kyōto           | Erbaut von Nichijin (1339–1419), Schüler von Nichijō |
| Hōrin-ji          |              |           |                | Ikaruga        | Nara            | |
| Hōrin-ji          |              |           |                | Kyōto          | Kyōto           | |
| Hōryū-ji          |              |           |                | Ikaruga        | Nara            | Einer der ältesten Tempel Japans; UNESCO-Welterbe |
| Hōshō-ji          |              |           |                | Heian-kyō      |                 | Nach einem Blitzschlag in die neunstöckige Pagode Restaurationsprojekt von Eisai |
| Hōtō-ji           |              |           |                | Kyōto          | Kyōto           | Von Nichizō begründet, entstanden aus dem Shingon-Tempel Gokuraku-ji |
| Ichigetsu-ji      | Fuke         |           |                | Matsudo        | Chiba           | Auch Ichigatsu-ji; einer der Haupttempel der Fuke-shū |
| Jingo-ji          | Shingon      |           |                | Kyōto          | Kyōto           | Auch bekannt als Takaosan-ji; Shingon-Tempel und wichtiges Zentrum des aristokratischen Buddhismus der Heian-Zeit |
| Jōchi-ji          |              |           |                | Kamakura       | Kanagawa        | Begründet von Daikyū Shōnen (Ta-hsiu Cheng-nien; 1214–89), Zen-Meister aus China; später zum Gozan-System gehörend |
| Jōgan-ji          |              |           |                | ?              | ?               | Gogan-ji des Seiwa-tennō |
| Jōmyō-ji          |              |           |                | Kamakura       | Kanagawa        | Zum Gozan-System gehörend; Sterbeort von Ashikaga Tadayoshi |
| Jōraku-ji         |              |           |                | Kamakura       | Kanagawa        | Frühes Lehrzentrum von Lanxi Daolong (jap. Rankei Dōryū; 1213–1278), Zen-Meister aus China |
| Jōrenge-ji        |              |           |                | ?              | ?               | Begründet von Ryōnin (良忍; 1072–1132), dem Stifter der Yūzū Nembutsu-shū |
| Jōshin-in         |              |           |                | ?              | ?               | Gogan-ji unter dem Nimmyō-tennō |
| Jōshō-ji          |              |           |                | Sabae          | Fukui           | Haupttempel der Jōdo-Shinshū-Schule Jōshō-ji-ha |
| Jufuku-ji         |              |           |                | Kamakura       | Kanagawa        | 1200 von Minamoto no Yoriies Witwe Hōjō Masako für den Rinzai-Mönch Eisai erbauter Zen-Tempel; später zum Gozan-System gehörend |
| Kaikō-ji          |              | Donshō    | 1228           | Kyōto          | Kyōto           | Erbaut von Donshō (曇照; ?–1239), Vertreter der nördlichen Risshū |
| Kajū-ji           |              |           |                | Kyōto          | Kyōto           | Shingon-Tempel; von Fujiwara no Taneko, Mutter des Daigo-tennō, begründet; einflussreich durch kaiserliche Zuwendung |
| Kan’ei-ji         |              | Tendai    | 1625           | Taitō          | Tokio           | 1625 mit Hilfe des Tokugawa-Shōgunats erbaut von Nankōbō Tenkai (南光坊 天海; 1536–1643), Vertreter des Inaka Tendai, zum Schutz der Edo-Burg. Mit Grabstätten mehrerer Tokugawa Shogune. |
| Kenchō-ji         | Rinzai       |           |                | Kamakura       | Kanagawa        | Einer der Haupttempel der Rinzai-shū; zum Gozan-System gehörend |
| Kennin-ji         | Rinzai       |           |                | Kyōto          | Kyōto           | Einer der Haupttempel der Rinzai-shū; zum Gozan-System gehörend |
| Kimpusen-ji       | Shugendō     |           |                | Yoshino        | Nara            | Mit dem Shugendō assoziiert |
| Kinkaku-ji        |              |           |                | Kyōto          | Kyōto           | UNESCO-Welterbe |
| Kinshoku-ji       | Jōdo         |           |                | Yasu           | Shiga           | Haupttempel der Jōdo-Shinshū-Schule Kibe-ha |
| Kisshō-ji         |              |           |                | ?              | ?               | Anfang des 13. Jh. erbaut von Shōkōbo Benchō (聖光房弁長; 1162–1238), Begründer der Jōdo-shū-Sekte Chinzei-ha |
| Kiyomizu-dera     |              |           |                | Kyōto          | Kyōto           | Der Tempel wurde 1994 zusammen mit anderen Stätten zum UNESCO-Weltkulturerbe Historisches Kyōto (Kyōto, Uji und Ōtsu) ernannt. |
| Kōfuku-ji         | Hossō        |           |                | Nara           | Nara            | Einer der Haupttempel der Hossō-shū; bis zur Meiji-Zeit einer der mächtigsten Tempel der Stadt |
| Kogaku-ji         | Rinzai       |           |                | Kōshū          | Yamanashi       | Einer der Haupttempel der Rinzai-shū |
| Kōkoku-ji         | Fuke         |           | 1254           | Yura           | Wakayama        | Erbaut im Gedenken an Minamoto Sanetomo durch Shinji Muhon Kakushi (1207–98), berühmter Zen-Meister und vorgeblicher Patriarch der Fuke-shū |
| Kokutai-ji        | Rinzai       |           |                | Takaoka        | Toyama          | Einer der Haupttempel der Rinzai-shū |
| Kōmyō-ji          |              |           |                | Kamakura       | Kanagawa        | Zentrum der Aktivitäten des Jōdo-shū-Priesters Ryōchū (良忠; 1198–1287), Schüler des Chinzei-ha-Begründers Shōkōbo Benchō und mächtiger Gegenspieler von Nichiren |
| Kōmyō-ji          |              |           |                | Nagaokakyō     | Kyōto           | Frühere Residenz des Shōkū-Schülers Kō Amida Butsu (幸阿弥陀仏), der dort die Asche von Hōnen aufbewahrte |
| Kongōbu-ji        |              |           |                | Kōya           | Wakayama        | Haupttempel der Shingon-shū auf dem Kōya-san; Kaiserliche Bauerlaubnis: 816, Einweihungszeremonien: 819 |
| Kongōsen-ji       |              |           |                | Yamatokōriyama | Nara            | |
| Konkō-ji          |              |           |                | Kyōto          | Kyōto           | Zentrum für aktive Priester der Ji-shū seit dem 14. Jahrhundert |
| Kōryū-ji          |              |           |                | Kyōto          | Kyōto           | Letzter Aufbewahrungsort von Hōnen bis zu dessen Einäscherung im Jahr 1228 |
| Kōzan-ji          |              |           |                | Kyōto          | Kyōto           | Zentrum von Kegon-Studien unter Myōe Kōben (明恵高弁; 1173–1282) |
| Kōshō-ji          |              |           |                | Kyōto          | Kyōto           | Ursprünglicher Name des späteren Bukkō-ji, nach dessen Umbenennung dann Name dieses neuen Tempels, der Haupttempel der Jōdo-Shinshū-Sekte Kōshōji-ha wurde. |
| Kōtoku-in         | Jōdo         |           |                | Kamakura       | Kanagawa        | Beherbergt eine der bekanntesten Daibutsu-Statuen |
| Kuon-ji           | Nichiren     |           |                | Minobu         | Yamanashi       | Frühe Einsiedlerei von Nichiren und Haupttempel der Nichiren-shū |
| Kurama-ji         | Nembutsu     |           |                | ?              | ?               | Ort der Erscheinung Bishamons vor Ryōnin (良忍; 1072–1132), Stifter der Yūzū Nembutsu-shū, im Jahr 1117 |
| Mampuku-ji        | Ōbaku        |           | 1661           | Uji            | Kyōto           | Haupttempel der Ōbaku-shū |
| Mantoku-ji        |              |           |                | Ōta            | Gunma           | Unter der Schirmherrschaft des Tokugawa-Bakufu als Nonnenkloster in der Tradition der Ji-shū Rückzugsort für scheidungswillige Frauen in der Edo-Zeit |
| Manju-ji          |              |           |                | Kyōto          | Kyōto           | Zum Gozan-System gehörend |
| Mii-dera          | Tendai       |           |                | Ōtsu           | Shiga           | Einer der beiden Haupttempel der Tendai-shū |
| Mudō-ji           |              |           |                | ?              | ?               | Ort der vom Ennin-Schüler Sō-ō (相応; 831–918) geschnitzten Fudō-Myō-ō-Statue (im Myō-ō-in); verantwortlich für die Hōnen-Schüler Jōkakubō Kōsai (成覚房幸西; 1163–1247), Begründer des Ichinengi, und Zennebō Shōkū (証空善慧房; 1177–1247), Begründer der Seizan-ha, während deren Exilierung im Jahr 1207 |
| Murou-ji          | Shingon      |           |                | Uda            | Nara            | Shingon-Tempel, Teil des Konflikts innerhalb der Tendai-shū nach dem Tod von Gishin (義真; 781–833), Nachfolger von Saichō |
| Muryōkō-ji        |              |           |                | Sagamihara     | Kanagawa        | Vormals Taima-dōjō (当麻道場), später Rückzugstempel für hochrangige Ji-shū-Vertreter, sowie Ort des Ji-shū-Schisma von 1319 |
| Myōan-ji          | Fuke         |           |                | Kyōto          | Kyōto           | Einer der Haupttempel der Fuke-shū |
| Myōhon-ji         | Nichiren     |           |                | Kamakura       | Kanagawa        | Zentrum der Aktivitäten von Nichirō (日朗; 1245–1320), Schüler von Nichiren und einer der ältesten Tempel des Nichiren-Buddhismus |
| Myōkaku-ji        |              |           |                | Kyōto          | Kyōto           | Ursprünglicher Tempel von Nichiō (1565–1630) |
| Myōken-ji         |              |           |                | Kyōto          | Kyōto           | 1321 erbaut vom Nichirō-Schüler Nichizō (1269–1342), 1324 in den Rang eines Chokugan-ji erhoben, dadurch offizielle Anerkennung der Nichiren-Sekte; 1387 von Hieizan-Sōhei zerstört |
| Myōkō-ji          | Nichiren     |           |                |                | Chiba           | Späteres Zentrum des Nichiren-Schülers Nikō (1253–1314) |
| Myōman-ji         |              |           |                | Kyōto          | Kyōto           | 1383 erbaut von Nichijū (1314–92), Schüler in der Tradition von Nichijō und Begründer der Nichiren-Schule Myōmanji-ha |
| Myōshin-ji        | Rinzai       |           |                | Kyōto          | Kyōto           | Einer der Haupttempel der Rinzai-shū |
| Nanzen-ji         | Rinzai       |           |                | Kyōto          | Kyōto           | Einer der Haupttempel der Rinzai-shū; zum Gozan-System gehörend |
| Ninna-ji          | Shingon      |           |                | Kyōto          | Kyōto           | Der Tempel ist Sitz der Omuro-Schule des Ikebana und UNESCO-Welterbe |
| Nishi Hongan-ji   |              |           |                | Kyōto          | Kyōto           | Einer der beiden Zweigtempel des Hongan-ji; Haupttempel der Jōdo-Shinshū-Sekte Honganji-ha |
| Nison-in          |              |           |                | Kyōto          | Kyōto           | Zentrum der Aktivitäten von Tankū (湛空; 1176–1253), Schüler von Hōnen; angeblicher Aufbewahrungsort von Hōnens Asche |
| Ono-dera          | Risshū       |           |                | ?              | ?               | Risshū-Tempel in der Lehrtradition von Ganjin; eines der Zentren von Saichōs Aktivitäten in der Kantō-Region |
| Raigō-in          |              |           |                | Kyōto          | Kyōto           | Sterbeort von Ryōnin (良忍; 1072–1132), dem Stifter der Yūzū Nembutsu-shū |
| Renge-ji          |              |           |                | Hanabusa       | ?               | Später Tempel von Nichirens Meister Dōzen (道善) |
| Rinnō-ji          | Tendai       |           |                | Nikkō          | Tochigi         | UNESCO-Welterbe |
| Reihō-ji          | Fuke         |           |                | Edo            |                 | Auch Ryōhō-ji; einer der Haupttempel der Fuke-shū |
| Ryōan-ji          | Rinzai       |           |                | Kyōto          | Kyōto           | Gehört zum Myōshin-ji-Zweig der Rinzai-shū; beherbergt den berühmten Zen-Garten Hojo-Teien; UNESCO-Welterbe |
| Ryōhō-ji          | Fuke         |           |                | ?              | Provinz Musashi | Einer der Haupttempel der Fuke-shū |
| Ryūkō-ji          | Nichiren     |           |                | Fujisawa       | Kanagawa        | Gegründet an der Stelle an der Nichiren hätte einst hingerichtet werden sollen. |
| Ryūshaku-ji       |              |           |                | Yamagata       | Yamagata        | Fand Erwähnung in Matsuo Bashōs Oku no Hosomichi |
| Saidai-ji         | Shingon      |           |                | Nara           | Nara            | Der „westliche große Tempel“ und Gegenstück zum Tōdai-ji; frühes Sanron-Zentrum, durch Eison (1201–90) zum Risshū-Tempel gemacht, später Haupttempel der Shingon-Risshū |
| Saikō-ji          |              |           |                | ?              | ?               | Erbaut im Jahr 963 durch den Amidisten Kūya (空也; 903–72) |
| Saikyō-ji         | Tendai       |           |                | Ōtsu           | Shiga           | Ursprünglich erbaut von Ryōgen, dann starke Assoziationen mit Genshins Yokawa-nembutsu-Bewegung; 1325 restauriert von Echin (?–1356) zur Praktizierung des Tendai Mahāyāna śila (endonkai); 1486 restauriert durch Shinzei (1443–1495) als Haupttempel der Shinzei-ha (Tendai-Schule mit starkem Nembutsu-Einschlag)                                                                                              |
| Sairin-ji         |              |           |                | Habikino       | Osaka           | Zentrum des nördlichen Risshū nach Donshōs (曇照; ?–1239) 2. Rückkehr aus China im Jahr 1240 |
| Sambō-in          | Shugendō     |           |                | Kyōto          | Kyōto           | Zentrum der Aktivitäten der Shugendō-Schule Tōzan-ha; Zweigtempel des Daigo-ji |
| Sanjūsangen-dō    | Tendai       |           |                | Kyōto          | Kyōto           | 1164 unter Taira no Kiyomori auf Anordnung des Go-Shirakawa-tennō fertiggestellt; besonders bekannt für seine Kyūdō-Veranstaltungen |
| Seichō-ji         | Nichiren     |           |                | Kamogawa       | Chiba           | Ursprünge im Jahr 771. Ehemaliger Tempel der Tendai-shū, heute ein Tempel der Nichiren-shū. Der Mönch Nichiren erhielt hier seine Ausbildung. |
| Seiganto-ji       |              |           |                | Nachikatsuura  | Wakayama        | Der erste der 33 Tempel des Saigoku-Pilgerweges; UNESCO-Welterbe |
| Sengaku-ji        | Sōtō         |           |                | Minato         | Tokio           | Ort der Gräber des Daimyō Asano Naganori und der 47 Rōnin |
| Senju-ji          | Jōdo-Shinshū |           |                | Tsu            | Mie             | 1312 durch Kakunyo (1271–1351) zum Mausoleum Shinrans ernannt; Haupttempel der Jōdo-Shinshū-Schule Takada-ha (bis 1881 Shinshū Senjuji-ha) |
| Sennyū-ji         | Shingon      |           |                | Kyōto          | Kyōto           | Errichtet mit Hilfe der Aristokratie (vor allem Hōjō) durch Shunjō (俊芿; 1166–1227) im Jahre 1211 nach einer zwölfjährigen Studienzeit in China, dann Zentrum für Risshū-Aktivitäten in Kyōto sowie beliebte Begräbnisstätte für Kaiser; Ort der Studien von Kakumyōbō Chōsai (覚明房長西; 1184–1266), Gründer der Jōdo-shū-Schule Kuhonji-ryū. Sennyu-ji ist heute ein Tempel des Sennyūji-Zweiges des Shingon. |
| Senshō-ji         | Jōdo-Shinshū |           |                | Fukui          | Fukui           | Haupttempel der Jōdo-Shinshū-Sekte Sanmonto-ha |
| Sensō-ji          |              |           |                | Taitō          | Tokio           | Ältester Tempel Tokios |
| Shinkō-ji         |              |           |                | ?              | ?               | Früher Kannon-dō; Mausoleum von Ippen (一遍; 1234/39–1289), Gründer der Ji-shū |
| Shiō-in           |              |           |                | ?              | ?               | Gango-ji unter dem Montoku-tennō |
| Shitennō-ji       |              |           |                | Osaka          | Osaka           | Angeblich durch die Kongō Gumi auf Geheiß von Shōtoku Taishi Ende des 6. Jahrhunderts gebaut, zu der Zeit allerdings als Arahaka-dera bekannt. |
| Shōfuku-ji        | Rinzai       |           |                | Fukuoka        | Fukuoka         | 1195 vom Rinzai-Mönch Eisai erbaut und damit einer der ältesten Zen-Tempel Japans |
| Shōgo-in          |              |           |                | Kyōto          | Kyōto           | Anfang des 12. Jahrhunderts vom Tendai-Priester Zōyo (1032–1116) erbaut; Haupttempel der Shugendō-Schule Shōgoin-ryū bzw. Honzan-ha; eng assoziiert mit dem Kumano-Sanzan der Kii-Berge |
| Shōjō-ji          | Jōdo-Shinshū |           |                | Sabae          | Fukui           | Haupttempel der Jōdo-Shinshū-Schule Yamamoto-ha |
| Shōjōkō-ji        |              |           |                | Fujisawa       | Kanagawa        | Vormals bekannt als Fujisawa-dōjō (藤沢道場); populärer Name: Yugyō-ji (遊行寺); durch Donkai (1265–1327) zum Haupttempel der Ji-shū-Schule Yugyō-ha und Rückzugsort für alte Priester nach einem Leben der missionarischen Aktivitäten gemacht |
| Shōkoku-ji        | Rinzai       |           | 1383           | Kyōto          | Kyōto           | Als Zweigtempel des Tenryū-ji gegründet; später zum Gozan-System gehörend; heute einer der Haupttempel der Rinzai-shū |
| Shōren-in         | Tendai       |           |                | Kyōto          | Kyōto           | Tempel der Tendai-shū, lange Zeit offiziell den verschiedenen Jōdo-Shinshū-Schulen und -Tempeln vorstehend |
| Shōten-ji         |              |           |                | Fukuoka        | Fukuoka         | Ort früher Zen-Predigten von Enni Ben’en (1202–1280) |
| Sōfuku-ji         | Ōbaku        |           |                | Nagasaki       | Nagasaki        | Von chinesischen Emigranten aus der Ming-Zeit erbaut; zur Ōbaku-shū gehörig |
| Sōji-ji           | Sōtō         |           |                | Yokohama       | Kanagawa        | Ursprünglich ein Tempel der Hossō-shū; unter Keizan 1321 zu einem der Haupttempel der Sōtō-shū umfunktioniert |
| Tado-jingū-ji     |              |           |                | ?              | ?               | 763 Ort einer Erscheinung der dortigen Gottheit vor dem Wanderpriester Mangan |
| Taima-dera        | Shingon Jōdo |           |                | Katsuragi      | Nara            | |
| Taiseki-ji        | Nichiren     |           |                | Fujinomiya     | Shizuoka        | Haupttempel der Nichiren-Shōshū |
| Tenryū-ji         | Rinzai       |           |                | Kyōto          | Kyōto           | 1339 von Ashikaga Takauji erbaut; einer der Haupttempel der Rinzai-shū; zum Gozan-System gehörend |
| Tōdai-ji          |              |           |                | Nara           | Nara            | Beherbergt die größte buddhistische Bronzestatue in Japan und ist das größte rein aus Holz gebaute Gebäude der Welt; UNESCO-Welterbe |
| Tōfuku-ji         | Rinzai       |           |                | Kyōto          | Kyōto           | Ursprünglich von Kujō Michiie im Jahr 1236 in Nara errichtet; einer der Haupttempel der Rinzai-shū; zum Gozan-System gehörend |
| Tō-ji             | Rinzai       |           |                | Kyōto          | Kyōto           | UNESCO-Welterbe |
| Tōkei-ji          |              |           |                | Kamakura       | Kanagawa        | Unter der Schirmherrschaft des Tokugawa-Bakufu Nonnenkloster. Rückzugsort für scheidungswillige Frauen in der Edo-Zeit |
| Tōnan-in          |              |           |                | ?              | ?               | Zweigtempel des Tōdai-ji; im 10. Jh. von Shōbō (聖宝; 832–909), Gründer der Shingon Onoryū, zum Zentrum von Sanron-Studien gemacht. |
| Tōrin-ji          |              |           |                | ?              | ?               | Zentrum des nördlichen Risshū nach Donshōs (曇照; ?–1239) 2. Rückkehr aus China im Jahr 1240 |
| Tōshōdai-ji       | Risshū       | Ganjin    |                | Nara           | Nara            | Haupttempel der Risshū; UNESCO-Welterbe |
| Tsukiji Hongan-ji |              |           |                | Chūō           | Tokio           | |
| Yakushi-ji        |              |           |                | Nara           | Nara            | Ende des 7. Jahrhunderts fertiggestellt; Haupttempel der Hossō-shū |
| Zenkō-ji          |              |           |                | Nagano         | Nagano          | |
| Zōjō-ji           | Jōdo         | Shōsō     |                | Minato         | Tokio           | Begründet durch Shōsō (1365–1440), Vertreter der Jōdo-shū-Schule Chinzei-ha |